# José José
José Rómulo Sosa Ortiz (Clavería, Ciudad de México, 17 de febrero de 1948-Homestead, Florida, 28 de septiembre de 2019), conocido como José José, fue un cantante y actor mexicano. Es considerado como un icono musical y popular del siglo XX,así como uno de los cantantes latinos más exitosos e importantes de la historia, logrando vender más de 100 millones de discos en todo el mundo.Su legado y trayectoria como cantante le valieron para ser apodado el Príncipe de la Canción.
Nacido en una familia de músicos, José comenzó su carrera musical en su adolescencia tocando la guitarra y cantando serenatas.Más tarde, se unió a Los PEG, un trío de jazz y bossa nova en el que cantó y tocó el bajo y el contrabajo.José encontró el éxito como solista a principios de la década de los setenta, demostrando su habilidad vocal con una impresionante interpretación de la canción «El triste» en el segundo Festival de la Canción Latina celebrado en Ciudad de México en 1970, subiendo a las listas latinas durante esos años. Habiendo alcanzado el reconocimiento como baladista, su canto obtuvo la aclamación crítica universal de sus pares musicales y medios de comunicación.
En la década de los ochenta, después de firmar con Ariola Records, José saltó a la fama internacional como el artista número 1 de México y como uno de los artistas latinos más populares y talentosos. Con muchos éxitos internacionales, recibió 9 nominaciones Grammy y numerosos reconocimientos en todo el mundo. Agotó en lugares como Madison Square Garden y Radio City Music Hall donde se ganó el apodo de Mr. Sold Out. Su música llegó a países de habla no hispana como Japón, Israel y Rusia. También forjó una carrera como actor, protagonizando en películas como Gavilán o paloma (1985), la cual fue una cinta autobiográfica sobre su carrera, y Perdóname todo (1995). Adicional a esto, igualmente destaca su participación en la telenovela La fea más bella de 2006.
Sus presentaciones y estilo vocal influyeron en muchos artistas latinos de diversas partes del mundo en un amplio rango de géneros musicales, en una carrera que abarcó más de cuatro décadas. Debido a su voz y popularidad, José José fue considerado por la audiencia y los medios latinos como un ícono de la música pop latina y uno de los cantantes mexicanos más emblemáticos de su tiempo.

## Biografía y carrera

### 1948-1963: primeros años
José Rómulo Sosa Ortiz nació el 17 de febrero de 1948 en Clavería, Azcapotzalco, Ciudad de México, siendo hijo del cantante de ópera José Sosa Esquivel, y de la pianista Margarita Ortiz. Cuando en su infancia comenzó a mostrar interés por la música, sus padres trataron de desalentarlo, alegando que era demasiado difícil tener éxito en dicha rama artística. No obstante, en 1963, su madre le regaló un piano.
A los quince años, su padre, que sufría de alcoholismo, lo abandonó a él y a su familia, lo que lo llevó a tener que dejar sus estudios y ponerse a trabajar para ayudar económicamente a su mamá y a su hermano menor.

### 1963-1969: inicios musicales
En 1967, a los 19 años, José formó a Los Peg, un grupo de bossa nova/jazz. Aunque hicieron varias grabaciones, sus canciones no lograron el éxito. Hizo un gran avance en su carrera artística cuando fue invitado a interpretar una canción para la hermana de una amiga en su cumpleaños. La hermana de su amigo era la secretaria ejecutiva del director gerente de Orfeón Records. Se unió a su primer nombre «José» con el primer nombre de su padre, también José, quien murió de alcoholismo. Firmó un contrato con RCA Victor y grabó su primer álbum: Solo Una Mujer (también conocido como Cuidado o José José). El álbum presentaba canciones de Rubén Fuentes y Armando Manzanero. Fue arreglado por Mario Patrón, considerado el mejor músico de jazz de México, y empleó al percusionista brasileño Mayuto Correa, que estaba en Ciudad de México tocando con las estrellas de bossa nova João Gilberto, Carlos Lira, Leny Andrade y Tamba Trio. El sonido del álbum es una combinación de boleros y baladas románticas con una influencia de jazz y bossa nova. La calidad de su álbum debut recibió elogios de los críticos, pero no logró tener mucho éxito.

### 1970-1980: «El triste», consolidación y Ariola Records
A principios de 1970 lanzó la canción «La nave del olvido», del compositor argentino, Dino Ramos la cual se convirtió en su primer gran éxito en México y América Latina, y grabó su segundo álbum: La nave del olvido. Su gran oportunidad se presentó el 15 de marzo de 1970, en esta fecha representó a México en el festival internacional de la canción, el II Festival de la Canción Latina (Festival de la Canción Latina II, predecesor del Festival OTI) con una interpretación de la canción «El Triste» de Roberto Cantoral. Aunque José José había terminado en tercer lugar, esta calificación originó una gran disputa en el Teatro Ferrocarrilero por el público asistente el cual consideró que era injusta la calificación. Pero la canción ayudó a lanzar su carrera musical a un público más amplio.
José José tuvo varios éxitos importantes en la década de 1970, incluyendo «De pueblo en pueblo», «Hasta que vuelvas», «Déjame conocerte», «Sentimientos», «Paloma» y «Gavilán o paloma». En 1976, grabó una canción titulada «El Príncipe», la cual fue transmitida en el radio por la emisora Radio Mil en México y el DJ que la presentó le otorgó al artista el título de «El Príncipe de la Canción».
En 1973, Frank Sinatra escuchó su música en Reprise Records y lo invitó a grabar un dueto y un álbum completo bajo la discografía de Sinatra. La colaboración fue imposible debido al acuerdo de exclusividad de José José con su compañía discográfica.
En 1976, firmó con Ariola Records y Reencuentro fue el primer álbum que lanzó con la discográfica un año después.

### 1980-1989: estrellato internacional,Secretosy el mejor cantante de México

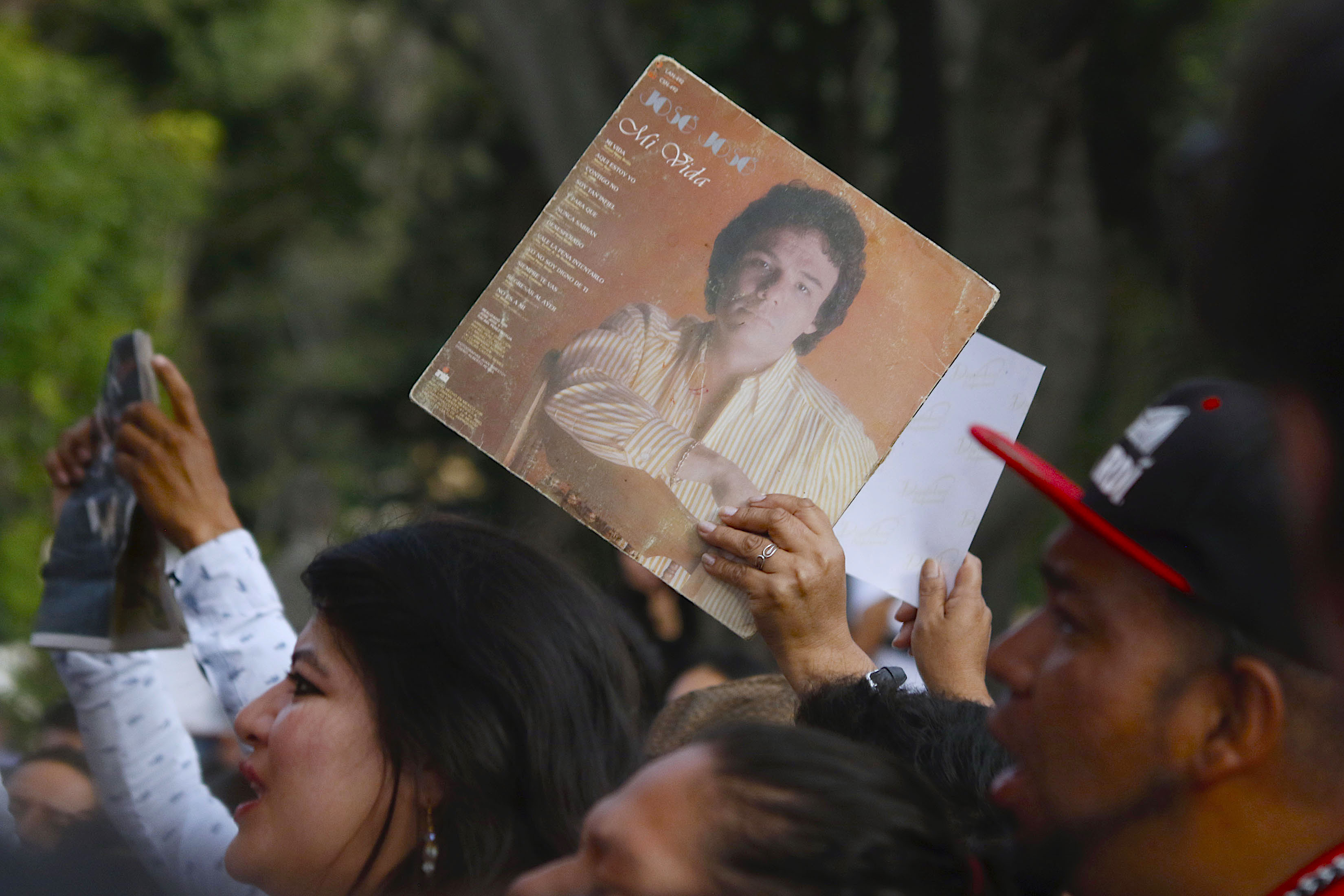
Persona sosteniendo una copia de Mi vida (1982) en su versión LP, fotografiada en 2019.

En los 80 se lanzaron varios álbumes exitosos incluyendo Amor, amor, con el cual consiguió ventas por más de un millón y medio, Romántico (1981), Gracias (1981) y Mi vida (1982). Grabó la versión en español del éxito «New York, New York», como un tributo a su amigo Frank Sinatra.
En 1983, se lanzó el álbum Secretos, en el cual colaboró con Manuel Alejandro para las composiciones. «Lo Dudo» y «El Amor Acaba» fueron éxitos importantes del álbum y Secretos se convirtió en el álbum grabado más vendido en su carrera con cuatro millones de copias vendidas. Secretos fue nominado para el Grammy al mejor álbum de pop latino en los Grammy Awards de 1985. Tras el lanzamiento de Secretos, José continuó con el éxito internacional. Lanzó Reflexiones en 1984. El álbum fue escrito, producido y arreglado por Rafael Pérez Botija y vendió más de 2 millones de copias en todo el mundo. Reflexiones se convirtió en el primer álbum en alcanzar el número uno en los Billboard Latin Pop Albums en los Estados Unidos desde su establecimiento en 1985 y también fue nominado a Mejor Actuación Pop Latino en los Premios Grammy de 1986.
En 1985, colaboró con artistas como Plácido Domingo, Julio Iglesias, Roberto Carlos, José Luis Rodríguez «El Puma», entre otros reconocidos intérpretes, para el sencillo solidario, «Cantaré, cantarás», inspirado en los sencillos «Do They Know It's Christmas?» y «We Are The World». También realizó un dúo con el cantante puertorriqueño José Feliciano, en la canción «Por ella» el álbum de Feliciano Ya soy tuyo (1985) el cual fue nominado en la misma categoría de los Grammy Awards de 1986. El mismo año, José protagonizó su película autobiográfica Gavilán o Paloma (1985), junto a Christian Bach y el comediante Jorge Ortiz de Pinedo. Lo siguiente que lanzó fue el álbum Promesas, escrito, producido y arreglado Pérez Botija. Sus principales éxitos fueron «Amantes», «Me vas a echar de menos», «Más» y «Tú me estás volviendo loco». Uno de los sencillos del álbum, «Pruébame», fue nominado a Mejor Actuación Pop Latino en los Grammy Awards de 1987. Promesas se convirtió en su segundo álbum número uno en los álbumes de pop latino en Billboard. En su siguiente álbum Siempre contigo en 1986 trabajó con el productor y guitarrista español Paco Cepero. El álbum produjo tres sencillos: «¿Y quién puede ser?», «Corre y ve con él», y «Sin saber». La primera canción dicha anteriormente se convirtió en su primera canción número uno en la lista Billboard Hot Latin Songs. Fue nominado a Mejor Actuación Pop Latino en los Grammy Awards de 1988 y se convirtió en su tercer álbum número uno en la lista de álbumes latinos en Billboard.
En una entrevista para la revista Selecciones del Reader's Digest declaró que entre 1985 y 1987 tuvo una crisis personal porque «mi vida pasaba en aviones, camiones, encerrado en una habitación de hotel». Su hija nació en 1982 y eso equilibró más o menos su matrimonio, pero después de un tiempo se divorció de su esposa.En el mismo año, también terminó su relación de trabajo con su mánager, quien también era su cuñado.Durante estos eventos, y su batalla en curso contra el alcoholismo, José José grabó su álbum Soy así,que se convirtió en su cuarto álbum número uno en la lista de álbumes de pop latino. El álbum incluyó cuatro sencillos: «Soy Así» (se convirtió en su segunda canción número uno en la lista Hot Latin Songs), «Mi Hembra», «Salúdamela Mucho», y «Vergüenza Me Da Quererte».Soy Así fue nominada a Mejor Actuación Pop Latino en los Grammy Awards de 1989. También fue nominado en la categoría «Álbum Pop del Año» en los «Premio Lo Nuestro de 1989» en el mismo año, mientras que José José fue galardonado como «Artista Pop Masculino del Año» en los mismos premios.
En la película Sabor A Mí (1988), coprotagonizada por Angélica Aragón, interpretó el papel del cantante y compositor mexicano Álvaro Carrillo Alarcón.En 1989, José José lanzó ¿Qué es el amor? e incluyó tres sencillos: «Como Tú», «Piel de Azúcar» y «Él». «Como Tú» pasó diez semanas en el número uno en la lista de Hot Latin Songs y recibió una nominación en la categoría «Canción pop del año» en los «Premios Lo Nuestro de 1990».

### 1990-1999: «Amnesia»,40 y 20, rehabilitación y declive
A principios de la década de 1990, la voz de José comenzó a deteriorarse. Empeoró con el tiempo y se hizo evidente en sus actuaciones en vivo. Su consumo excesivo de alcohol y su incesante actividad en su carrera hicieron que su voz se tambaleara. Este año, Raúl Velasco hizo un programa de televisión especial para celebrar el vigésimo quinto aniversario de la carrera de José José. El programa, transmitido por Televisa, duró más de cinco horas y contó con invitados especiales como Armando Manzanero, Libertad Lamarque, Vicente Fernández y Marco Antonio Muñiz.Ese mismo año, lanzó En las buenas... y en las malas con el sencillo principal «Amnesia», llegando al número uno en la lista Hot Latin Songs.Dos años más tarde, lanzó 40 y 20 en el que la canción principal habla sobre un hombre que se enamora de mujeres mucho más jóvenes que él y la reacción de la sociedad ante esas situaciones.
En agosto de 1993, para conmemorar el trigésimo aniversario de su carrera, BMG organizó un homenaje en la ciudad de Puerto Vallarta. Fue llamado 30 años de ser el Príncipe. El homenaje incluyó a algunos de los artistas más prestigiosos de la música española, como Rocío Dúrcal, Camilo Sesto, Armando Manzanero, Marco Antonio Muñiz y Raúl di Blasio. El homenaje coincidió con su reciente divorcio, una grave recaída en el alcoholismo y una pérdida significativa de habilidades vocales. Apareció en mal estado físico, demasiado delgado y carente de energía. Camilo Sesto incluso se tomó un descanso en medio de la presentación para pronunciarle palabras de aliento. El álbum no se lanzó hasta 1994. En este tiempo, José sufrió la peor etapa de su alcoholismo. Durante 1993, se retiró de los escenarios y entró a rehabilitación. Luego de recuperarse, comenzó temporadas en lugares como el Teatro Blanquita en Ciudad de México, y el Anfiteatro Gibson en Los Ángeles, entre otros.
En 1994, José José se reunió con Manuel Alejandro y lanzó el álbum Grandeza Mexicana. La canción principal, «Grandeza Mexicana», alcanzó el número 12 en los Hot Latin Tracks.Grabó un dueto con su hijo José Joel en la canción «La Fuerza de la Sangre». En 1995, interpretó el papel principal en la película Perdóname Todo, coprotagonizada por Alejandra Ávalos; un drama sobre un alcohólico y cómo trata de sobrevivir contra sí mismo y el negocio de la música.Ese mismo año, su álbum Mujeriego fue lanzado. Vendió más de 180 000 copias en sus primeras dos semanas y alcanzó el número 12 en las listas de Billboard Latin.La canción «Llora Corazón», alcanzó el número 6 en la lista Hot Latin Songs y fue nominada a la canción pop del año en los Premios Lo Nuestro de 1996.
En 1996, realizó un dueto con Paul Anka en «Déjame Conocerte», del álbum latino de Anka Amigos. En 1997, cantó en el Bally's Atlantic City.Ese mismo año, fue inducido al Salón de la Fama de la Música Latina de Billboard.En septiembre de 1999, se unió a sus compañeros cantantes mexicanos Armando Manzanero, Marco Antonio Muñiz y el pianista argentino Raúl di Blasio, para una serie de conciertos llamados «Noche Bohemia» en el Anfiteatro Universal de Los Ángeles.

### 2000-2012: problemas vocales, televisión y álbumes conceptuales de Sony BMG
En el 2000, la Academia de Grabación (LARAS por sus siglas en inglés) le rindió un homenaje en Miami, en el que cual participaron cantantes como David Bisbal, Cristian Castro, Luis Fonsi, Víctor Manuelle, Olga Tañón, Alicia Villarreal, Marco Antonio Solís, entre otros.
A pesar de tener una voz con notable deterioro, en 2001 grabó Tenampa. Este fue su primer álbum de estudio con mariachi y el último de su carrera. Fue escrito y producido completamente por Juan Gabriel. Recibió malas críticas y vendió solo alrededor de 500 000 unidades.Después de eso, se retiró de la grabación de álbumes de larga duración. Sus problemas vocales empeoraron, afectando no solo su capacidad para cantar, sino también para hablar. En 2002, se le otorgó el Premio a la Excelencia en la 14.ª Entrega Anual de Lo Nuestro y fue incluido en el Salón de la Fama de la Música Latina Internacional.En 2003, BMG lanzó una colección de tres álbumes titulada El Principe Con Trio, con algunos de sus más grandes éxitos grabados entre 1969 y 1983, separados del acompañamiento original, remasterizados y acompañados por el trío de guitarra «Los Tres Caballeros», transformándolos en boleros.

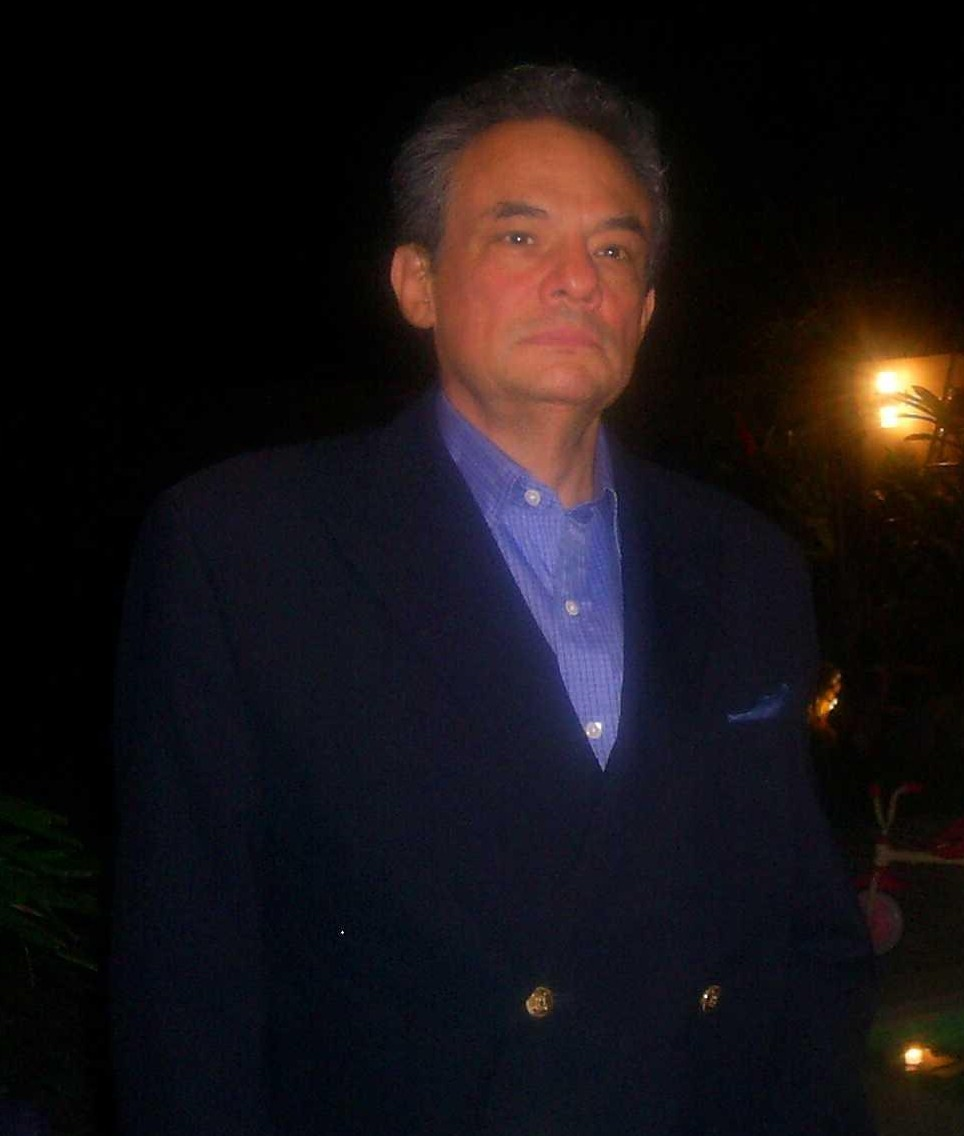
José José fotografiado en 2007.

En 2006, interpretó el papel de Erasmo Padilla (el padre de Leticia «Lety» Padilla) en La fea más bella, versión mexicana de la telenovela colombiana Yo soy Betty, la fea.Por su participación en esta producción, se le otorgó un premio TVyNovelas al mejor actor de reparto en 2007.
En 2008, José grabó una canción emotiva llamada «Volver a creer» con el cantante griego Yanni. La canción está incluida en el álbum Yanni Voices. Yanni declaró que quería «ayudar a una verdadera leyenda a cumplir su sueño, cantar de nuevo».José José fue invitado por Yanni para cantar su canción en vivo en su gira por México. Publicó su autobiografía Esta es mi vida.
En 2010, lanzó José José Ranchero, otro álbum conceptual con algunos de sus grandes éxitos, separado del acompañamiento original, remasterizado y acompañado con mariachi, dando a sus clásicos un sonido tradicional mexicano. El mismo año, José lanzó su propio perfume, llamado simplemente «José José», las ganancias de las ventas ayudaron a mujeres y niños enfermos con VIH/sida.
José estaba planeando un nuevo álbum sin título, agregando que consistiría en nueve pistas inéditas y una melodía que solía cantar en serenatas «Que viva mi tristeza», del compositor Armando Manzanero.Nunca se completó el proyecto debido a sus problemas vocales. En 2011, realizó la corta gira mexicana «José José y sus amigos», junto a los cantantes Dulce, Carlos Cuevas, Celso Piña y Chamín Correa.
Como celebración a sus cincuenta años carrera, en 2012 José dio un concierto en el Hard Rock Hotel & Casino, ubicado en Miami.En 2013, recibió el Premio al Logro de la Vida Musical de Billboard.

### 2024: lanzamientos póstumos
El 25 de septiembre de 2024, tres días antes de su quinto aniversario luctuoso, Sony Music México a través de Spotify lanzó «Ya no pienso en ti», un sencillo inédito grabado por él en 1978 para su álbum Lo pasado, pasado.

## Influencias musicales
Hijo de un tenor de ópera y una pianista, José también creció escuchando a compositores como Chopin y Mozart, pero nunca tuvo la oportunidad de tocar música clásica. Además de esto, también solía escuchar música pop tradicional, rock and roll, jazz, swing, y big band. Oía a artistas como Frank Sinatra, Johnny Mathis, y compositores mexicanos como Consuelo Velázquez, Álvaro Carrillo, María Grever y Armando Manzanero. Más tarde se inspiró en la vocalista Barbra Streisand, a quien consideraba una influencia.
Sus preferencias musicales incluían músicos como Ravel, Debussy y Músorgski.

## Habilidades artísticas

### Instrumentos
Fue reconocido por tocar varios instrumentos, como el piano, el bajo eléctrico, la guitarra acústica y el contrabajo.

### Voz
Johnny Mathis ha sido ampliamente reconocido como una gran influencia en el estilo vocal de José. Trabajó durante períodos con el entrenador Seth Riggs, quien más tarde destacó sus habilidades vocales.
Con el tiempo, su voz y estilo vocal cambiaron notoriamente, siendo su momento más claro a principios de la década de 1970, hasta prácticamente perder la voz en la década del 2000. En la parte baja del pasaje (passaggio), donde se encuentra la denominada voz de pecho o registro de pecho y se producen sonidos potentes y graves, José alcanzaba el registro vocal del barítono, mientras que en su parte alta, donde se encuentra la denominada voz de cabeza o registro de cabeza, alcanzaba la del tenor, gravitando cómodamente entre ambos. Debido a su rango, se considera un barítono ligero de tesitura amplia. Heredando las cualidades de canto de su padre, tenía la capacidad de fácilmente realizar la transición de notas altas y claras a bajas y oscuras, con vibrato, en escala y con la entonación prácticamente perfecta. Su versión en vivo de «El Triste» en 1970 en el Festival de la Canción Latina, ha sido ampliamente elogiada por un gran número de críticos y maestros del canto, por la interpretación, técnica e intensidad.Su técnica de respiración le permitió mantener notas largas y claras.La voz de José a menudo se considera como una de las más influyentes de la música pop latina.

## Vida personal

### Apoyo a la diversidad sexual
En una entrevista de 2002 para un programa del canal Gamavisión de Ecuador, José mostró su apoyo a la homosexualidad cuando se le cuestionó que haría si hubiese tenido un hijo gay. El cantante respondió lo siguiente cuando se le hizo dicha pregunta: 

El parámetro de la homosexualidad es muy complicado, pero, si tú tienes un hijo que nace, no se hace, o lo hace, que nace homosexual, fisiológicamente hablando sobre todo a nivel hormonal a nivel de esas circunstancias, o en un momento dado tuvo una serie de factores que lo conllevaron a encontrar en sus preferencias sexuales personas del mismo sexo, tienes que entenderlo. Todos tenemos un desarrollo de problemáticas que generalmente nunca le comentamos a nadie. Todos tenemos un mundo aparte, hasta teniendo un matrimonio hecho, hasta teniendo una familia bien estructurada, todos tenemos un pedacito que es únicamente de nosotros donde solamente nosotros conocemos nuestras preferencias, inclusive sexuales. Que bueno que logres compartirlas con tu pareja porque es como se desarrolla una gran comprensión. Pero por qué no comprender a una persona que no ha sido diferente a nosotros, si intrínsecamente hablando todos somos distintos, el problema es aprender a conllevarnos mutuamente.
José José para Gamavisión, 2002.

### Alcoholismo y adicciones
José dijo que comenzó a beber a la edad de quince años, cuando su padre (un alcohólico) se fue de casa. Como resultado de su alcoholismo, desarrolló un hábito por la cocaína.
Afirmó que su adicción se debía a que «era frágil, débil, inocente, ignorante, de carácter débil y no sabía cómo decir que no». A principios de la década de 1970, después del éxito de «El Triste» y la falta de colaboración con Frank Sinatra, cayó en la depresión y el alcoholismo, pero con la ayuda de sus amigos y familiares logró dejar de beber por un tiempo. Su batalla en curso contra el alcoholismo continuó durante las décadas de 1970 y 1980. Asistió a reuniones de AA y dejó de beber por períodos de tiempo, pero volvió a caer en la adicción. Después de su divorcio con Anel en 1991, alcanzó su punto más bajo, según los informes, declarando que quería morir bebiendo. Con la ayuda de sus amigos, familiares y compañeros artistas, decidió ir a rehabilitación. Fue a la clínica Hazelden en Minesota para comenzar una rehabilitación que duró 32 días.

### Problemas de salud

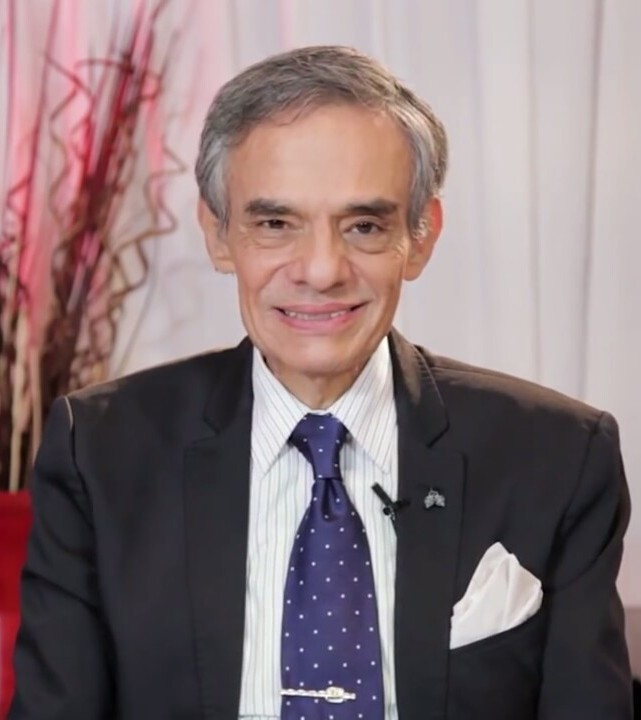
Retratado en 2017. En sus últimos años mostraba un visible desmejoramiento de salud, provocado por su enfermedad.

Durante su carrera como cantante, José José padeció de diferentes enfermedades. Sufrió un severo caso de neumonía en 1972 y su diafragma quedó paralizado. La enfermedad casi termina su carrera y con su vida. Pero se recuperó después de meses de terapia las cuales incluían ejercicios de respiración. Uno de sus pulmones quedó permanentemente dañado.
En 1987, se sometió a una operación en el Cedars-Sinai Medical Center para extirparse los ganglios del pliegue vocal como consecuencia del uso excesivo de cortisona antes de cantar, el consumo de alcohol y la falta de descanso después de muchas de sus actuaciones. José sufriría graves consecuencias de su problema con el alcoholismo, ya que su salud vaciló durante la década de 1990.  
En 2001, se le diagnosticó un enfisema. Los efectos del alcoholismo, el abuso de la cortisona y su hernia de hiato no solo afectaron su capacidad para cantar sino también para hablar. En 2007, sufrió de la parálisis de Bell. Como resultado de todos estos problemas, luchó contra una depresión grave. Reconoció esto durante una entrevista en el programa de Univisión Don Francisco presenta, presentado por Don Francisco. Luchó contra la retinopatía diabética en uno de sus ojos, para la cual se sometió a una operación exitosa. En 2012, se sometió a una cirugía de estómago debido a la gastritis. En noviembre de 2013, se sometió a una operación para extirparse las cataratas de uno de sus ojos.

### Problemas financieros
En años posteriores, José hizo públicos sus problemas financieros. A pesar de ser uno de los artistas latinos más reconocidos durante décadas, su alcoholismo le causó serias pérdidas monetarias. Su carrera disminuyó cuando perdió su capacidad vocal, deteniendo los ingresos de las actuaciones en vivo. Afirmó que durante su carrera fue constantemente defraudado por personas cercanas a él, incluida su exesposa Anel y el hermano de ella. En noviembre de 2008, su esposa sufrió una hemorragia cerebral. Le dijo a la revista TV Notas que él y su familia vivían «día a día» y en 2014, vendió su casa de cinco millones de dólares en Coral Gables, Florida, y se mudó a un departamento en Miami.

### Relaciones, matrimonios y familia
En 1970, comenzó una relación con la presentadora de televisión, actriz y modelo Ana Elena Noreña, conocida como Anel. Ese año se separaron y se casó con Natalia «Kiki» Herrera Calles, nieta del expresidente Plutarco Elías Calles, una socialite veinte años mayor que él. Cinco años después, se divorció de Herrera en 1975 y se casó con Anel en 1976. Juntos procrearon dos hijos; José Francisco Carmelo (nacido en 1975) y Marysol Estrella (nacida en 1982). En 1991, se divorció de Anel. Cuatro años después, se casó con Sara «Sarita» Salazar, su tercera esposa. El mismo año durante una gira latinoamericana, nació su tercera hija, Sara. Vivió en Miami, Florida, hasta sus últimos días junto a su esposa e hija.

## Muerte
El 28 de septiembre de 2019, José José falleció en un hospital de Homestead, Florida, en Estados Unidos a los 71 años de edad, a causa de complicaciones derivadas a un cáncer de páncreas.

## Legado

### Influencia musical
La música de José José es ampliamente conocida entre la comunidad hispana. Varios artistas han reconocido a José como una influencia, incluidos; Cristian Castro, Vicente Fernández, Alejandro Fernández, Nelson Ned, Pepe Aguilar, Kalimba, Erik Rubín, Manuel Mijares, Lupita D'Alessio, Diego Verdaguer, Reyli, Chayanne, y Marc Anthony.

### Tributos
Artistas latinos de rock y hip hop como Molotov, Jumbo, Julieta Venegas, Beto Cuevas, y Aleks Syntek grabaron un álbum tributo en 1998 titulado Un tributo (a José José). Cada artista grabó uno de los clásicos de José como Lo dudo, El triste o Volcán de una forma distinta. Vendió alrededor de 500,000 unidades. Quince años después de su lanzamiento, en noviembre de 2013, una segunda parte del álbum fue lanzado titulado Un tributo (a José José) 2, con artistas como Natalia Lafourcade, Moderatto, Los Claxons, Carla Morrison, y Panteón Rococó.
Fue inmortalizado en el Paseo de las estrellas de Tijuana, y en el Paseo de las Luminarias en Cuernavaca, el cual José inauguró y fue el primer artista en develar su estrella.

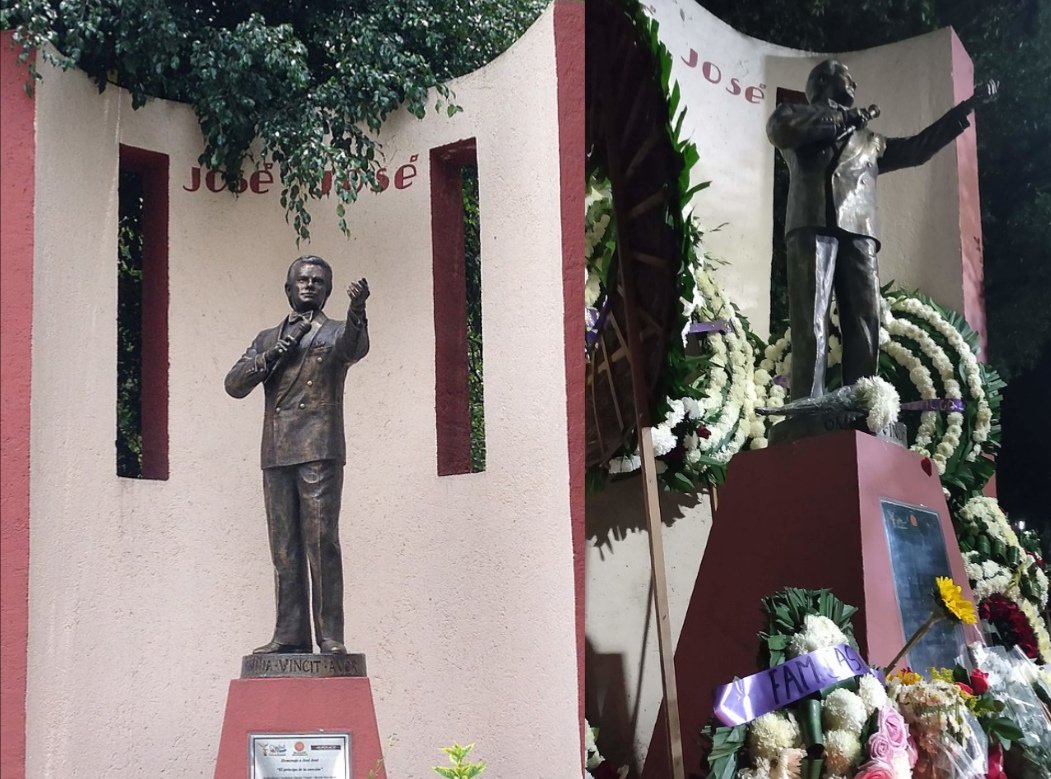
Estatua de José en el Parque de la China ubicada en Clavería, Azcapotzalco, lugar donde nació. Del lado derecho, foto de la estatua adornada con flores tras su fallecimiento, en septiembre de 2019.

En 2007, una estatua de bronce fue presentada en su honor ubicada en Azcapotzalco Ciudad de México, donde creció.
En julio de 2008, Univision y los Latin Grammy grabaron un tributo especial de televisión para José José, titulado Latin Grammy Celebra: José José en el BankUnited Center. Estrellas como Marco Antonio Solís, Ana Bárbara, Cristian Castro, Alicia Villarreal, Reyli, Olga Tañon, Luis Fonsi, David Bisbal, y Aventura cantaron algunos de sus grandes éxitos en vivo, y estrellas como Plácido Domingo, Ricky Martin, Enrique Iglesias, Pepe Aguilar, Pedro Fernández, y RBD, mostraron su admiración con mensajes y agradecimientos. Univisión describió a José José como: «Uno de los cantantes más amados en la música Latina». Fue honrado por el Las Vegas Walk of Stars (en español, Paseo de las Estrellas de Las Vegas) con una estrella de celebridad y una firma de libros en el Río de Las Vegas el 20 de noviembre de 2008.
En 2009, Kalimba grabó el álbum Amar y querer: Homenaje a las grandes canciones el cual incluye algunas de las baladas latinas más icónicas, entre ellas: Amar y querer, Desesperado, Volcán y El triste.
El 30 de noviembre de 2010, Cristian Castro lanzó el Viva el Príncipe el cual incluye un dueto virtual con José José en Lo pasado, pasado y un poema recitado por él. En el poema, José transmite que el cantante no puede vivir si no puede cantar (Ya no podrás vivir, si ya no canta); una alusión a perder su voz de canto. Rafael Pérez Botija estuvo involucrado en la producción del álbum. Debido a sus exitosas ventas, Viva el Príncipe ayudó a revivir la carrera de Castro. Castro lanzó otro álbum homenaje a José José titulado Mi amigo el Príncipe y otro más en 2012 titulado Celebrando al Príncipe.

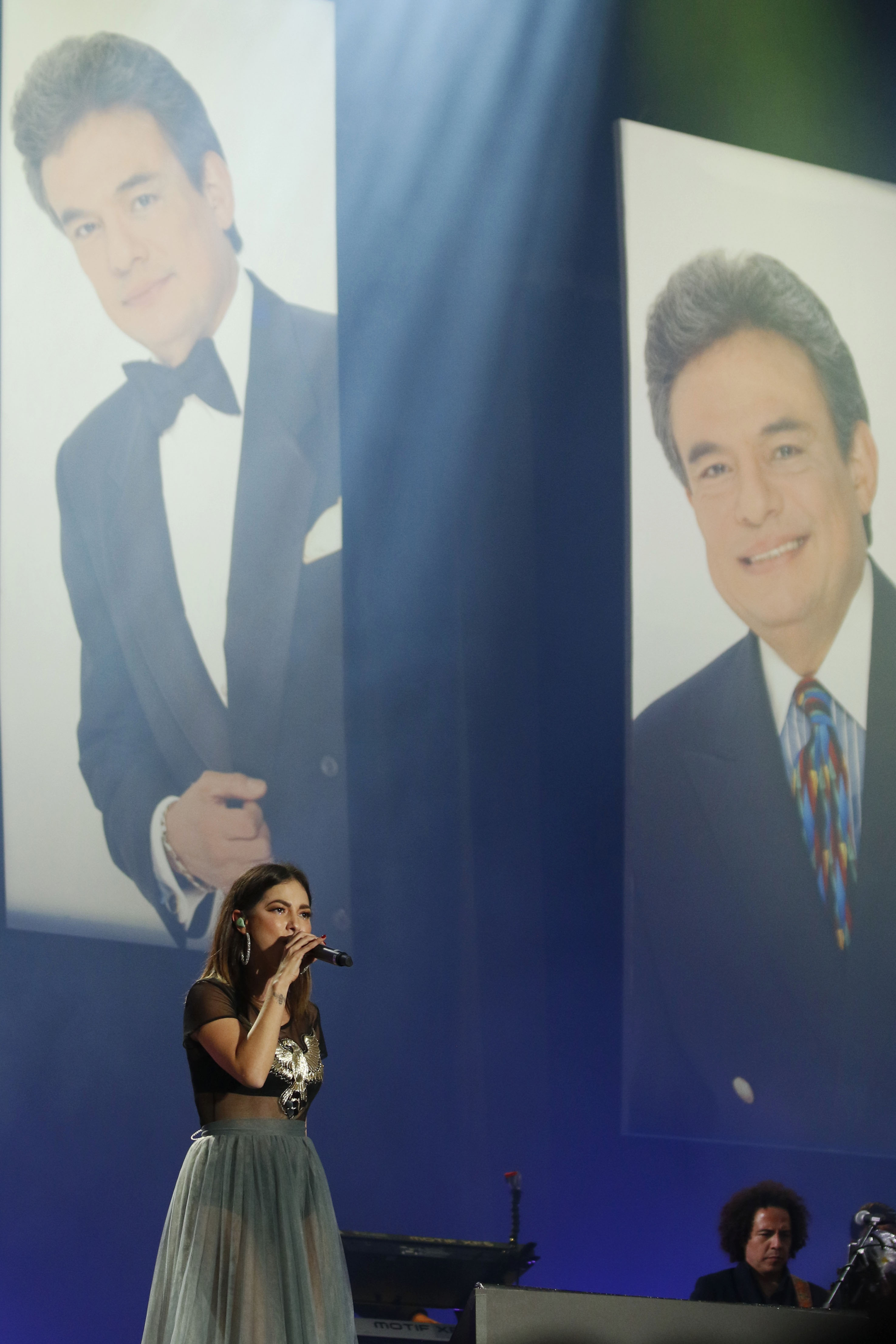
Paty Cantú cantando en su homenaje póstumo en el Zócalo, detrás de ella se muestran algunas fotos de José, octubre de 2019.

El 25 de octubre de 2019, 100 000 personas homenajearon al fallecido José José durante una tormenta en el Zócalo de Ciudad de México.

## Discografía

### Selecta
- El triste (1970)
- Lo pasado, pasado (1978)
- Amor, amor (1980)
- Gracias (1981)
- Mi vida (1982)
- Secretos (1983)
- 40 y 20 (1992)
- Mujeriego (1995)
- Tenampa (2001)

## Filmografía

### Cine
- Paula, lágrimas del primer amor (1968)
- Buscando una sonrisa (1971)
- Un sueño de amor (1972)
- La carrera del millón (1973)
- La discoteca del amor (1980)
- Siempre en Domingo: La película (1984)
- Gavilán o paloma (1985)... autobiográfica
- Sabor a mí (1988)
- Perdóname todo (1995)
- Sueño (2005)
- Me late el corazón (2009)
- Clean Sweep (2010)

### Televisión
- El mundo joven joven de José José (1971)
- El show de las estrellas (1971)
- Éxitos Bacardí (1977)... Conductor
- Siempre en domingo - Homenaje por 25o. aniversario (1990)
- La movida (1991)
- Teletón (2006)
- Cantando y bailando por un sueño de Navidad (2006)... Juez
- Los reyes de la canción (2006)... Maestro
- Cantando por un sueño (2006)... Maestro
- Bailando por un sueño (2006)... Invitado
- La fea más bella (2006)... Erasmo Padilla
- El show de los sueños (2008)
- Duetos (2010)
- Yo me llamo (2012)
- José José, el príncipe de la canción (2018)

### Teatro
- Amar y querer: El musical de sangre azul (2014)... Narrador

## Premios y nominaciones

### Paseo de la fama de Hollywood

Estrella de José José en el paseo de la fama de Hollywood.

Por sus contribuciones a la industria discográfica, el 10 de febrero de 2004, se le otorgó una estrella en el paseo de la fama de Hollywood, localizada en 7036 Hollywood Blvd.

### Premios Grammy
Fue nominado en seis ocasiones por los Premios Grammy como parte de la categoría a mejor álbum de pop latino.
En reconocimiento a sus aportaciones musicales, en 2004 se le dio el Premio Grammy Latino a la Excelencia Musical.
En 2005, durante los Premios Grammy Latinos, se le dio el premio a la Personalidad del Año otorgado por la Academia Latina de Artes y Ciencias de la Grabación.

### Premios Billboard
En 2013, fue homenajeado y recibió el premio a la Trayectoria Artística durante la ceremonia de premios Billboard Latin 2013, galardón que lo reconoció por sus contribuciones al desarrollar y expandir la música latina.

### Premios TVyNovelas
| Año  | Categoría              | Programa/Telenovela | Resultado |
| ---- | ---------------------- | ------------------- | --------- |
| 2007 | Mejor actor de reparto | La fea más bella    | Ganador   |